# Saksid
Saksid je naselje v Mestni občini Nova Gorica.